# Falman (Texas)
Falman es un lugar designado por el censo ubicado en el condado de San Patricio en el estado estadounidense de Texas. 
En el Censo de 2010 tenía una población de 76 habitantes y una densidad poblacional de 391,25 personas por km².

## Geografía
Falman se encuentra ubicado en las coordenadas 27°55′41″N 97°10′17″O / 27.92806, -97.17139. Según la Oficina del Censo de los Estados Unidos, Falman tiene una superficie total de 0.19 km², de la cual 0.19 km² corresponden a tierra firme y (0%) 0 km² es agua.

## Demografía
Según el censo de 2010, había 76 personas residiendo en Falman. La densidad de población era de 391,25 hab./km². De los 76 habitantes, Falman estaba compuesto por el 85.53% blancos, el 1.32% eran afroamericanos, el 2.63% eran amerindios, el 0% eran asiáticos, el 0% eran isleños del Pacífico, el 10.53% eran de otras razas y el 0% pertenecían a dos o más razas. Del total de la población el 18.42% eran hispanos o latinos de cualquier raza.